# Garibaldino (cacciatorpediniere)
Il Garibaldino è stato un cacciatorpediniere della Regia Marina.

## Storia
L'apparato motore dell'unità era originariamente alimentato a carbone (95 tonnellate), ma venne modificato in modo da essere alimentato a nafta (65 tonnellate).
Il Garibaldino partecipò attivamente alla guerra italo-turca. Il 29 settembre 1911 fu la prima nave italiana ad entrare nel porto di Tripoli, chiedendo la resa della città.
L'indomani, poi, l'unità, insieme ai cacciatorpediniere Ostro, Euro, Freccia, Strale e Lanciere, all'incrociatore torpediniere Coatit, agli incrociatori corazzati Giuseppe Garibaldi e Francesco Ferruccio, si trattenne nelle acque antistanti Tripoli (dove già si trovavano le corazzate Roma e Napoli e l'incrociatore corazzato Varese) per esercitare il blocco navale nei confronti della città.
Dislocato poi in Mar Rosso, nel gennaio 1912 il Garibaldino fu inviato, insieme al gemello Artigliere ed all'ariete torpediniere Piemonte, alla ricerca di navi turche lungo la costa. Il 7 gennaio l'Artigliere si imbatté in un folto gruppo di unità turche – le torpediniere Antep, Bafra, Ordu, Refahiye e Gökçedağ, le cannoniere Kastamonu e Muha, il panfilo armato Shipka (ex Fauwette o Fouvette) – che lo attaccarono; in suo aiuto accorsero il Piemonte ed il Garibaldino ed al termine dello scontro che ne seguì, noto come battaglia di Kunfida, protrattosi per tre ore, furono affondate (o si autoaffondarono in seguito al grave danneggiamento) tutte le unità turche tranne lo Shipka, che venne catturato (e successivamente, trasformato in cannoniera, incorporato nella Regia Marina con il nome Cunfida); gli equipaggi fuggirono a terra. L'indomani la località, abbandonata dalle truppe turche, fu occupata da reparti sbarcati dal Piemonte.
All'inizio della prima guerra mondiale il Garibaldino faceva parte della III Squadriglia Cacciatorpediniere, basata a Brindisi, che formava assieme ai gemelli Artigliere, Lanciere, Bersagliere e Corazziere. Comandava la nave il capitano di fregata De Grossi.
La sua prima missione di guerra, il 24 maggio 1915, consisté in un pattugliamento dell'Alto Adriatico, che compì insieme ai gemelli Alpino, Fuciliere, Carabiniere e Lanciere.
Il 29 maggio dello stesso anno il cacciatorpediniere bombardò, insieme ad Artigliere, Lanciere e Bersagliere, l'impianto chimico «Adria-Werke» di Monfalcone, produttore di gas asfissianti.
Il 7 giugno 1915 l'unità reiterò l'azione di bombardamento contro la fabbrica Adria-Werke.
Il 23 febbraio 1916, al comando del capitano di fregata Brescia, il Garibaldino scortò a Durazzo – insieme a Bersagliere e Corazziere – 12 piroscafi e due rimorchiatori.
Nell'ottobre 1916 l'unità, insieme ai cacciatorpediniere Nembo, Borea ed Ascaro ed a 4 torpediniere, fornì protezione ed appoggio alle unità – incrociatore corazzato Francesco Ferruccio e piroscafi Choising, Polcevera, Ausonia e Bulgaria – destinate allo sbarco ed all'occupazione di Santi Quaranta, in Albania. Alle 5:15 del 2 ottobre quattro plotoni di marinai, un reparto di minatori ed uno da spiaggia del Ferruccio sbarcarono occupando rapidamente la località, dato che i 32 componenti il presidio greco non poterono che ritirarsi dopo aver protestato. Dopo aver sbarcato un battaglione di fanteria ed uno squadrone di cavalleria, alle 16 del 2 ottobre i piroscafi salparono per Valona ove imbarcarono altre truppe; il 3 ottobre Polcevera ed Ausonia sbarcarono una batteria someggiata ed un secondo squadrone di cavalleria, ed il 4 l'operazione fu completata con lo sbarco, dal Choising e dal Bulgaria, di un altro battaglione di fanteria e di un terzo squadrone di cavalleria.
Il Garibaldino fu l'unica unità della sua classe ad andare perduta in guerra, seppure non in combattimento: il 16 luglio 1918 fu accidentalmente speronato dal cacciatorpediniere britannico Cygnet e s'inabissò al largo di Villefranche.